# NGC 5791
NGC 5791 est une vaste galaxie elliptique située dans la constellation de la Balance. Sa vitesse par rapport au fond diffus cosmologique est de 3 556 ± 18 km/s, ce qui correspond à une distance de Hubble de 52,4 ± 3,7 Mpc (∼171 millions d'al). NGC 5791 a été découverte par l'astronome germano-britannique William Herschel en 1787.
À ce jour, neuf mesures non basées sur le décalage vers le rouge (redshift) donnent une distance de 41,078 ± 18,029 Mpc (∼134 millions d'al), ce qui est à l'intérieur des valeurs de la distance de Hubble. Notons cependant que c'est avec la valeur moyenne des mesures indépendantes, lorsqu'elles existent, que la base de données NASA/IPAC calcule le diamètre d'une galaxie et qu'en conséquence le diamètre de NGC 5791 pourrait être d'environ 63,6 kpc (∼207 000 al) si on utilisait la distance de Hubble pour le calculer.

## Groupe de NGC 5791
NGC 5791 est la principale galaxie d'un groupe qui porte son nom. Le groupe de NGC 5791 compte au moins cinq galaxies. Les autres galaxies du groupe sont ESO 580-52, ESO 581-6, ESO 581-13 et ESO 581-17
La distance de Hubble d'IC 1081, la galaxie voisine de NGC 5791 sur la sphère céleste, est de 51,57 ± 3,68 Mpc (∼168 millions d'al), soit pratiquement la même distance que celle de NGC 5791. Il est curieux que Garcia n'est pas inclus cette galaxie dans le groupe de NGC 5791.